# Wolfgang Frank (Regisseur)
Wolfgang Frank (* 4. August 1964 in Buenos Aires; † 4. Oktober 2012 in München) war ein deutscher Regisseur. Neben mehreren anderen Serien (Verbotene Liebe 1998–1999, Marienhof 2000–2001, Dahoam is Dahoam 2008–2012) betreute er die Lindenstraße, für die er zwischen 2000 und 2012 in insgesamt 132 Folgen (erste Folge: 781, letzte Folge: 1375) Regie führte.